# Георги Калатинов
Георги Калатинов, наричан Кривошията заради физически недъг, е български лекар и политик от областта Македония, един от първите хирурзи в България.

## Биография
Георги Калатинов е роден през 1853 година в източномакедонския град Струмица, тогава в Османската империя. През 1865 година учи в Цариград заедно с Ефрем Каранов и други като живее на пансион в българската църква. Завършва гимназия в Николаев между 1869 и 1875 година, като е пансионер при Тодор Минков. След това е частен учител в Николаев, а от 1876 година е студент по медицина в Москва. Завършва през 1881 година и се завръща в България. Установява се в Струмица, където първо отваря частен кабинет, а след това работи като общински лекар.
Постъпва на военна служба в учебен батальон в Източна Румелия. Привърженик е на Народната партия (Съединистка). Между 1883 и 1885 година е депутат в Областното събрание. Член е на Постоянния комитет. В началото на 1885 година оглавява в Пловдив Македонско дружество. От 1894 до 1907 година работи като градски лекар и управител на Сливенската болница, а между 1907 и 1908 година е управител на Бургаската болница. Заболява от тиф и умира на 25 юли 1908 година.